# James Henderson Blount

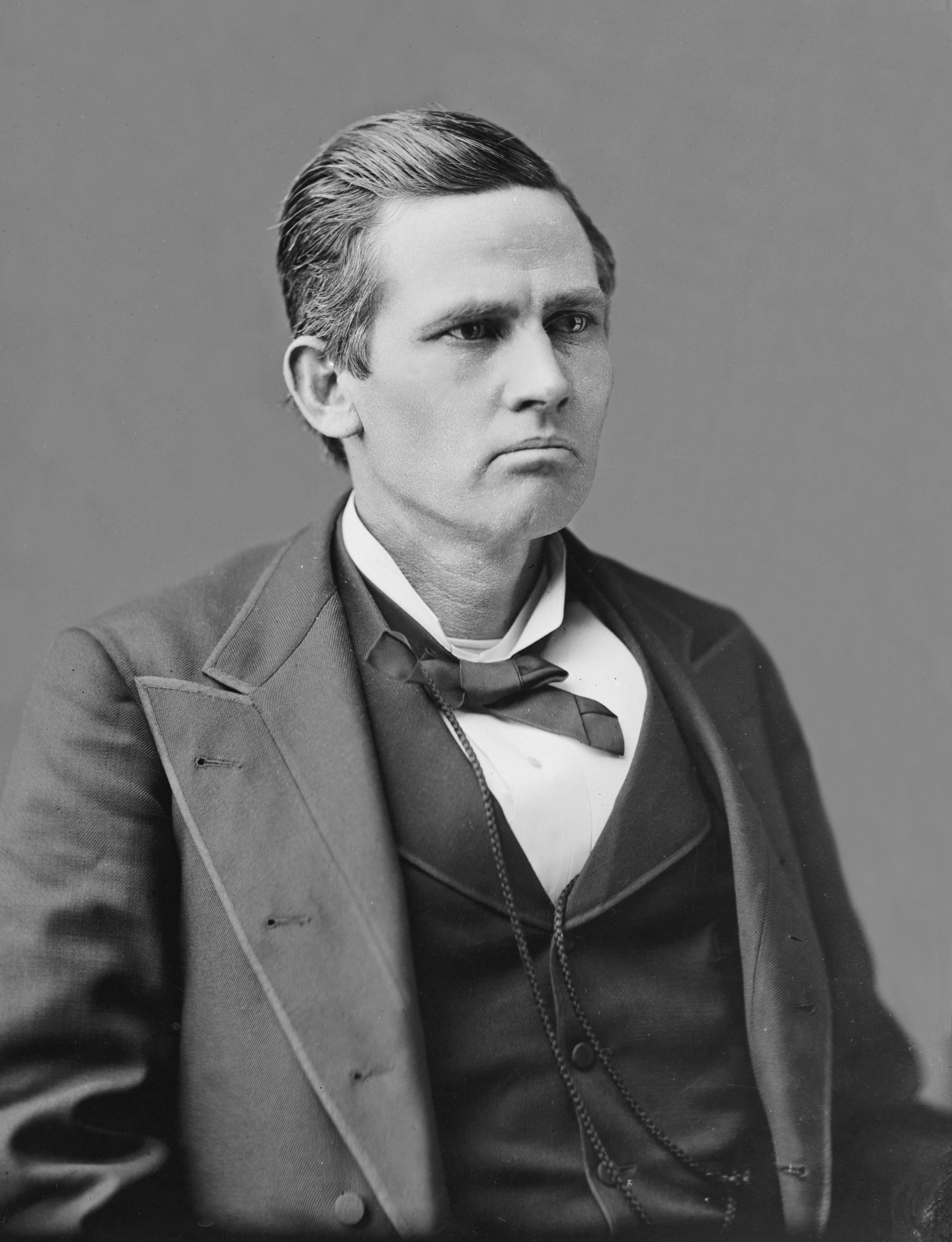
James Henderson Blount

James Henderson Blount (* 12. September 1837 bei Clinton, Jones County, Georgia; † 8. März 1903 in Macon, Georgia) war ein US-amerikanischer Politiker. Zwischen 1873 und 1893 vertrat er den Bundesstaat Georgia im US-Repräsentantenhaus.

## Leben
James Blount besuchte private Schulen in seiner Heimatstadt Clinton und in Tuscaloosa (Alabama). Anschließend studierte er bis 1858 an der University of Georgia in Athens. Nach einem anschließenden Jurastudium und seiner 1859 erfolgten Zulassung als Rechtsanwalt begann er in Clinton in diesem Beruf zu arbeiten. Im Jahr 1872 verlegte er seinen Wohnsitz und seine Anwaltskanzlei nach Macon. Während des Bürgerkrieges stieg er im Heer der Konföderation bis zum Oberstleutnant auf.
Politisch war Blount Mitglied der Demokratischen Partei. Im Jahr 1865 war er Delegierter auf einer Versammlung zur Überarbeitung der Verfassung von Georgia. Bei den Kongresswahlen des Jahres 1872 wurde er im sechsten Wahlbezirk seines Staates in das US-Repräsentantenhaus in Washington, D.C. gewählt, wo er am 4. März 1873 die Nachfolge von William P. Price antrat. Nach neun Wiederwahlen konnte er bis zum 3. März 1893 zehn Legislaturperioden im Kongress absolvieren. Von 1879 bis 1881 war er dort Vorsitzender des Ausschusses zur Kontrolle der Ausgaben des Postministeriums; von 1885 bis 1889 leitete er den Postausschuss. Zwischen 1891 und 1893 war Blount Vorsitzender des Auswärtigen Ausschusses.
Im Jahr 1892 verzichtete James Blount auf eine weitere Kandidatur für den Kongress. Am 20. März 1893 wurde er von Präsident Grover Cleveland zum amerikanischen Gesandten im Königreich Hawaiʻi ernannt. Dort hatte es gerade eine Revolution gegeben. Bereits damals kamen Gedanken an einen Anschluss an die Vereinigten Staaten auf. Blount sprach sich gegen solche Pläne aus. Er trat aber noch im Jahr 1893 von diesem Amt zurück. Trotz seiner Bedenken kam Hawaii im Jahr 1898 unter amerikanische Verwaltung. Während der letzten zehn Jahre seines Lebens widmete sich Blount seiner inzwischen erworbenen Plantage. Er starb am 8. März 1903 in Macon.